# Al-Markab (Syria)
Al-Markab (arab. المرقب) – miejscowość w Syrii, w muhafazie Tartus. W 2004 roku liczyła 2618 mieszkańców. Znajduje się tu zamek Margat.